# Lycosa gibsoni
Lycosa gibsoni là một loài nhện trong họ Lycosidae.
Loài này thuộc chi Lycosa. Lycosa gibsoni được Fernando McKay miêu tả năm 1979.